# Tarqeq (měsíc)
Tarqeq (vyslovováno /ˈtɑrkeɪk/ TAR-kayk) je malý Saturnův měsíc (satelit). Jeho objev byl oznámen 13. dubna 2007 týmem vědců, jejichž členy byli Scott S. Sheppard, David C. Jewitt, Jan Kleyna a Brian G. Marsden. Objeven byl během pozorování probíhajícího mezi 5. lednem 2006 a 22. březnem 2007. Po svém objevu dostal dočasné označení S/2007 S 1. V září 2007 dostal jméno po Tarqeqovi, bohovi Měsíce z inuitské mytologie. Je členem skupiny Saturnových měsíců nazvaných Inuité. Dalším jeho názvem je Saturn LII.

## Vzhled měsíce
Předpokládá se, že průměr měsíce Tarqeq je přibližně 7 kilometrů.

## Oběžná dráha
Tarqeq obíhá Saturn po prográdní dráze v průměrné vzdálenosti 17,9 milionů kilometrů. Oběžná doba je 895 dní.